# Toba Inlet
Toba Inlet ist ein Fjord an der Küste von British Columbia, welcher vom Desolation Sound abgeht. Er ist 2,5 km breit und 35 km lang. Der Fjord beginnt in Sliammon First Nation, wo der Toba River mündet und endet nördlich von East Redonda Island.

## Geschichte
Die ersten Europäer gelangten mit der Gemeinschaftsexpedition von George Vancouver für die Engländer sowie Dionisio Alcalá Galiano für die Spanier in das Gebiet. Am 25. Juni 1792 schickte Vancouver drei Boote zur Erkundung des Gebietes von der auf West Redonda Island errichten Basis aus. Eines davon verließ die Basis mit Cayetano Valdés y Flores am 25. Juni und kehrte am 27. Juni zurück. Valdés berichtete über den Fjord, dass er sehr tief sei und von steilen Hängen und Bergen umgeben wäre. Außerdem berichtete er von Brett an der Ostseite (span. tabla) mit Zeichnungen, die er „Hieroglyphen der Einheimischen“ nannte und fand viele unbewohnte Dörfer vor. Nach dem Brett benannte er die Bucht Boca de las Tablas. Um den Bericht des Spaniers zu bestätigen, erkundeten die Briten später ebenfalls die Bucht. Der Name von Valdés wurde übernommen, jedoch durch einen Fehler eines spanischen Kartographen zu Canal de la Toba, also Toba Inlet.